# أجوستين كاليري
أجوستين كاليري (بالإسبانية: Agustín Calleri)‏ لاعب كرة مضرب أرجنتيني.

## روابط إضافية
- أجوستين كاليري على موقع رابطة محترفي التنس (الإنجليزية)
- أجوستين كاليري على موقع الاتحاد الدولي لكرة المضرب (الإنجليزية)
- أجوستين كاليري على موقع كأس ديفيز (الإنجليزية)
- أجوستين كاليري على موقع خلاصة التنس.كوم (الإنجليزية)
- أجوستين كاليري على موقع إي إس بي إن.كوم (الإنجليزية)
- أجوستين كاليري على موقع اللجنة الأولمبية الدولية (الإنجليزية)
- أجوستين كاليري على موقع أوليمبيديا (الإنجليزية)
- Calleri Recent Match Results
- Calleri World Ranking History
- Bio and Stats(Spanish)